# 163 (liczba)
163 (sto sześćdziesiąt trzy) – liczba naturalna następująca po 162 i poprzedzająca 164.

## W matematyce
- 163 jest trzydziestą ósmą liczbą pierwszą, następującą po 157 i poprzedzającą 167[1]
- 163 jest liczbą szczęśliwą[2]
- 163 jest liczbą wesołą[3]
- {\displaystyle e^{\pi {\sqrt {163}}}} różni się od liczby całkowitej mniej niż 10-12 (potwierdzone przypuszczenie Aitkena)
- 163 nie jest palindromem liczbowym, czyli może być czytana w obu kierunkach, w pozycyjnym systemie liczbowym od bazy 3 do bazy 161
- 163 należy do jednej trójki pitagorejskiej (163, 13284, 13285).

## W nauce
- liczba atomowa unhextrium (niezsyntetyzowany pierwiastek chemiczny)
- galaktyka NGC 163
- planetoida (163) Erigone
- kometa krótkookresowa 163P/NEAT

## W kalendarzu
163. dniem w roku jest 12 czerwca (w latach przestępnych jest to 11 czerwca). Zobacz też co wydarzyło się w roku 163, oraz w roku 163 p.n.e.